# 原政庭
原政庭（1903年—1992年），陕西蒲城人，中华人民共和国政治人物。
1931年，毕业于北平师范大学史学系，后留学英国。1933年，回国后任杨虎城秘书、《西北文化日报》总编辑，后任西北大学教授。中华人民共和国成立后，历任西北行政委员会教育局副局长、陕西师范大学副校长、陕西省第五、六届人大常委会副主任。